# Chèze (Fluss)
Die Chèze (auch Chaise genannt) ist ein Fluss in Frankreich, der im Département Ille-et-Vilaine in der Region Bretagne verläuft. Sie entspringt im Gemeindegebiet von Plélan-le-Grand, entwässert generell Richtung Ost bis Nordost und mündet nach rund 24 Kilometern an der Gemeindegrenze von Talensac und Bréal-sous-Montfort als linker Nebenfluss in den Meu.

## Orte am Fluss
(Reihenfolge in Fließrichtung)
- Plélan-le-Grand
- Saint-Thurial
- Les Quatre Routes, Gemeinde Bréal-sous-Montfort

## Hydrologie
Oberhalb von Saint-Thurial wird der Fluss seit 1975 zu einem rund sieben Kilometer langen See aufgestaut. Er hat ein Fassungsvermögen von etwa 14,5 Millionen m³ und dient der Trinkwasserversorgung der Stadt Rennes.